# Maria Chrostowska
Maria Józefa Chrostowska z domu Pawińska (ur. 24 września 1875 w Warszawie, zm. 1934) – polska działaczka społeczna.

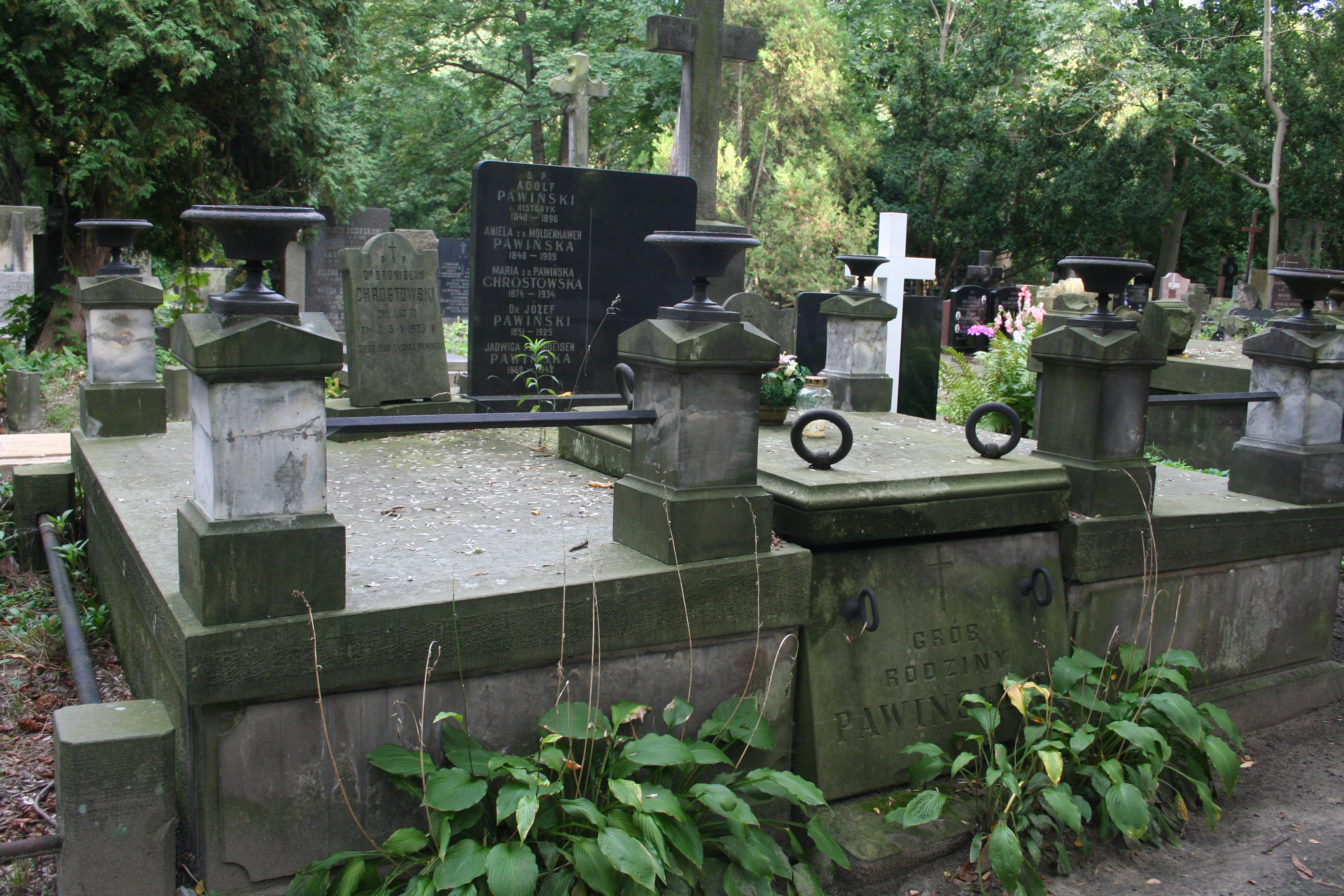
Grobowiec rodziny Pawińskich na warszawskich Powązkach

Córka Anieli z domu Moldenhawer (1847-1909) i Adolfa Pawińskiego (1840-1896, profesor historii). Miała brata Stanisława (1872-1913). Jej mężem został Bronisław Chrostowski (1852-1923, lekarz, związany z Otwockiem).
Była kierowniczką założonej przez ojca instytucji Kolonii Letnich.
2 maja 1922 została odznaczona Krzyżem Kawalerskim Orderu Odrodzenia Polski.
Została pochowana w grobowcu rodzinnym na cmentarzu Powązkowskim w Warszawie (kwatera 207, rząd 6, miejsce 24/25/26).